# Simpang Jaya (Tadu Raya)
Simpang Jaya is een bestuurslaag in het regentschap Nagan Raya van de provincie Atjeh, Indonesië. Simpang Jaya telt 294 inwoners (volkstelling 2010).